# Pronóstico (estadística)
El pronóstico es el proceso de estimación en situaciones de incertidumbre. El término predicción es similar, pero más general, y usualmente se refiere a la estimación de series temporales o datos instantáneos. El pronóstico ha evolucionado hacia la práctica del plan de demanda en el pronóstico diario de los negocios. La práctica del plan de demanda también se refiere al pronóstico de la cadena de suministros.
Por consiguiente, los pronósticos son procesos críticos y continuos que se necesitan para obtener buenos resultados durante la planificación, de un proyecto. Si los clasificamos respecto al tiempo que abarcan, se puede clasificar en:
- Pronósticos a corto plazo: En las empresas modernas, este tipo de pronóstico se efectúa cada mes o menos, y su tiempo de planeación tiene vigencia de un año. Se utiliza para programas de abastecimiento, producción, asignación de mano de obra a las plantillas de trabajadores, y planificación de los departamentos de fabricación.
- Pronósticos a mediano plazo: Abarca un lapso de seis meses a tres años. Este se utilizan para estimar planes de ventas, producción, flujos de efectivo y elaboración de presupuestos.
- Pronósticos a largo plazo: Este tipo de pronóstico se utiliza en la planificación de nuevas inversiones, lanzamiento de nuevos productos y tendencias tecnológicas de materiales, procesos y productos, así como en la preparación de proyectos.El tiempo de duración es de tres años o más.

## Métodos de serie temporal
Los métodos de serie temporal utilizan datos históricos como base para estimar resultados futuros. Se asume que la demanda es función del tiempo, y que además pueden estar involucrados los siguientes componentes:
- Tendencia
- Ciclos
- Estacionalidades
- Irregularidades

Inmersos en el modelo en un esquema aditivo o multiplicativo.
Algunos de estos métodos son:
- método ingenuo: Simplemente se asume que la magnitud de demanda será igual a la última medida.
- método de medias móviles
- método de alisado exponencial
- método de extrapolación
- método de ajuste lineal de tendencia
- método de ajuste estacional

## Métodos causales / econométricos
Algunos métodos de pronóstico asumen que es posible identificar los factores subyacentes que pueden tener influencia sobre la variable a pronosticar. Si las causas se entienden, se pueden hacer proyecciones de las variables que influyen, para utilizarlas en la predicción.
Algunos métodos causales son:
- análisis de la regresión, que puede ser lineal o no lineal.
- modelo autorregresivo de media móvil (ARMA)
- modelo Arima
- econometría

### Métodos subjetivos
Los métodos subjetivos incorporan juicios intuitivos, opiniones y  estimaciones.
Algunos de ellos son:
- pronósticos compuestos
- encuestas
- método Delphi
- construcción de escenario
- pronóstico de tecnología
- pronóstico por analogía

### Otros métodos
- simulación
- pronóstico de mercado
- pronóstico probabilístico
- pronóstico de conjunto

### Precisión del pronóstico
El error del pronóstico es la diferencia entre el valor real y el pronosticado del período correspondiente.
{\displaystyle E_{t}=Y_{t}-F_{t}}
Donde {\displaystyle E_{t}} es el error del pronóstico del período {\displaystyle t}, {\displaystyle Y} es el valor real para ese período y {\displaystyle F_{t}} el valor que se había pronosticado.
Medidas de error:
| Error absoluto de la media (MAD)                  | {\displaystyle MAD={\frac {\sum _{t=1}^{N}\|E_{t}\|}{N}}}                         |
| Error absoluto porcentual de la media (MAPE)      | {\displaystyle MAPE={\frac {\sum _{t=1}^{N}\|{\frac {E_{t}}{Y_{t}}}\|}{N}}}       |
| Desviación porcentual absoluta de la media (PMAD) | {\displaystyle PMAD={\frac {\sum _{t=1}^{N}\|E_{t}\|}{\sum _{t=1}^{N}\|Y_{t}\|}}} |
| Error cuadrático de la media (MSE)                | {\displaystyle MSE={\frac {\sum _{t=1}^{N}{E_{t}^{2}}}{N}}}                       |
| Raíz del error cuadrático de la media (RMSE)      | {\displaystyle RMSE={\sqrt {\frac {\sum _{t=1}^{N}{E_{t}^{2}}}{N}}}}              |

## Inteligencia Artificial
- Red neuronal artificial
- Método de agrupamiento para el manejo de datos
- Máquinas de vectores de soporte

A menudo, estos se realizan hoy en día mediante programas especializados
- Minería de datos
- Aprendizaje automático
- Reconocimiento de patrones

- Datos: Q7216332
- Multimedia: Forecasting / Q7216332